# Alatina madraspatana
Alatina madraspatana är en nässeldjursart som först beskrevs av Menon 1930.  Alatina madraspatana ingår i släktet Alatina och familjen Alatinidae. Inga underarter finns listade i Catalogue of Life.